# ユン・ジソン
ユン・ジソン（윤지성、1991年3月8日 - ）は韓国の男性歌手および俳優。 Wanna One の元メンバー。2019年2月20日にミニアルバム「Aside」 でソロデビューした。身長175cm、体重63kg、血液型B型。公式ファンダム名はパバル（밥알：米粒）。
愛称はジソン氏、ジルン、ユンジュンマ、炊飯器など。

## 来歴

### 誕生～練習生
1991年3月8日　韓国 江原道原州市に誕生。
幼少期から芸能人になることが夢で、中学生の時に芸術高校を志しソウルにある国立伝統芸術高校（朝鮮語: 전통예술고등학교）に進学。それに伴い親元から離れ一人暮らしをする。
学生時代から事務所の練習生になるが、期間は7年におよび、その間、DSPメディア、Cjes、マルー企画、B2M、MMOエンターテイメントと事務所を移動しており、途中デビューの話が複数回あがるものの、直前で立ち消えになる。

### 2017年
- 4月 - 6月に放送されたMnetのサバイバルオーディション番組である PRODUCE 101 シーズン2にMMOエンターテイメントの練習生として参加。最終投票で11人中8位となり、2018年・年末までの期間限定アイドルユニット、Wanna Oneのデビューメンバーに決定する。[11]
- 8月7日　WannaOne デビュー。[12] 最年長メンバーとなり、リーダー、サブボーカルを務める。

### 2018年
- 6月　スペシャルアルバム 1÷x=1(UNDIVIDED)のユニット企画にて、ハ・ソンウン、ファン・ミンヒョンと共にNELLプロデュース、Learn On meの「永遠＋１」に参加。[13]
- 12月31日 Wanna Oneの所属事務所であるSWINGエンターテイメントとの契約が終了。翌日からMMOエンターテイメント 所属に戻る。[14]

### 2019年

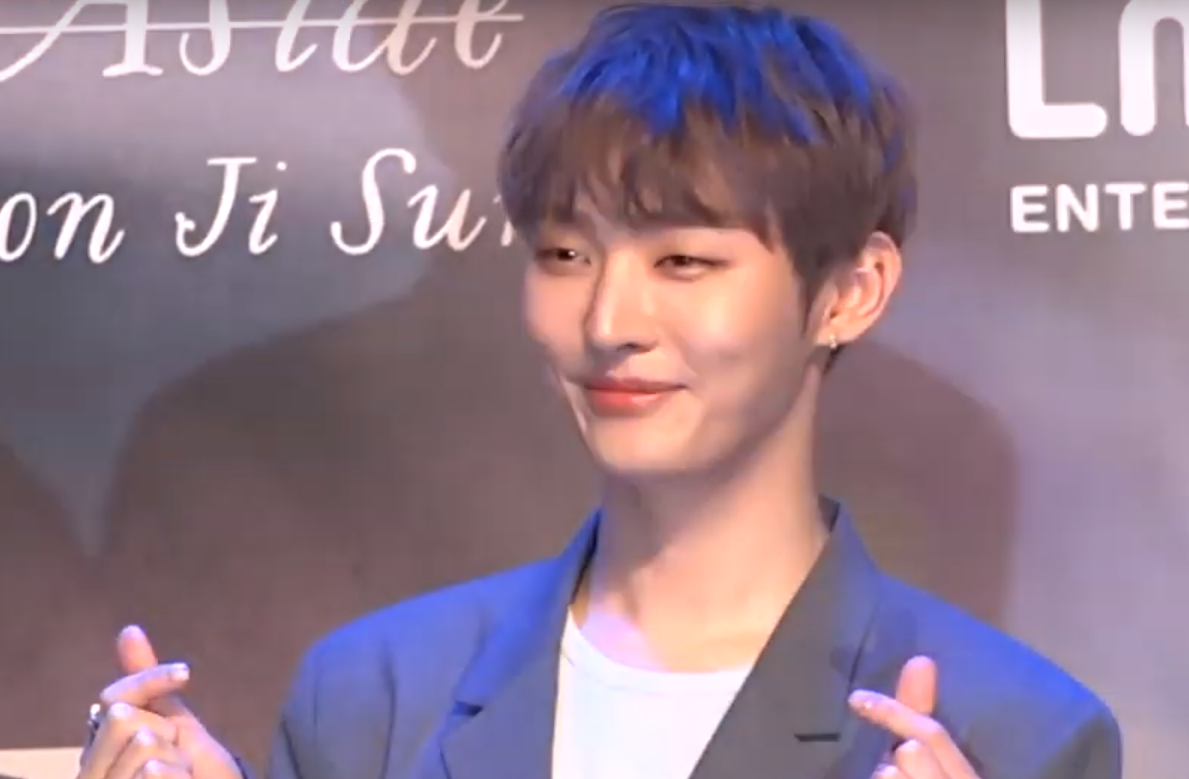
アルバムAside発売記念ショーケースにて

- 1月2日 ユン・ジソンInstagramをオープン。[15]
- 1月27日 高尺スカイドームでのラストコンサート、2019 WANNA・ONE CONCERT Therefore をもって1年7か月のWanna One の公式活動を終える。[16]

- 2月1日 MMOエンターテイメントの専属契約が1月31日に終了し、LM ENTERTAINMENTへ 所属事務所を移動。[17][注 2]同時に公式SNSをオープン。

- 2月20日 ファーストミニアルバム「A side」でソロデビュー。同日デビューショーケースをソウルで行った。[19]
- 2月 - 3月 ユン・ジソン単独初のファンミーティング Asideを2月23日、24日のソウル、ブルースクエア アイマーケットホールを皮切りにアジアツアーを開催。[20][注 3]
- 3月 - 5月 初出演のミュージカル「 あの日々（그날들）」2018‐2019 で主要キャストであるカン・ムヨンを演じる。[21]

- 4月25日 スペシャルアルバム「Dear Diary」をリリース。[22]
- 4月29日・5月1日 ユン・ジソン Special live show Dear Diary 日本にて開催。[23]
- 5月4日・5日 ユン・ジソン Special live show Dear Diary 韓国ソウルにて開催。[24]
- 5月14日 兵役のため江原道華川群の七星新兵教育隊に入所した。[25]
- 5月19日 デジタルシングル 「동,화 (冬,花)」をリリース。[26]
- 10月 - 2020年2月 2019年陸軍創作ミュージカル「帰還：あの日の約束」で、チュ・ウジュ役を演じる。[27]

### 2020年
- 6月 - 9月　陸軍創作ミュージカル「帰還：あの日の約束」の再演で、タイトルロールのキム・スンホ役を務める。[28]COVID-19の感染拡大の影響により開幕日が延期となるものの、本来ならば公演が行われていた6月10日に公演全幕の無料生中継配信が行われた。[注 4][30]この配信でユン・ジソンは1部を務め、総視聴数は285万を超えた。後日、劇場公演の無期限延期が決定したが、有料オンラインによるライブ配信公演に変更となり9月24日から26日まで計4回上演された。[31]
- 12月13日　11月より軍服務中の最後の休暇に入ったが、COVID-19の拡散防止の軍の指針に従い、部隊に復帰せずそのまま除隊の日を迎えた。[32]
- 12月25日　除隊後初の公式ファンミーティング、2020 YOONJISUNG ONLINE FANMEETING 「冬、花（Christmas story）」をオンラインにて開催。[33]

### 2021年
- 2月1日　公式ファンクラブパバル（밥알:米粒）を開設。[34]また同日、ユン・ジソン オフィシャルInstagramをオープンした。[35]
- 3月9日　KakaoTV オリジナルドラマ『まだNot30』OST、「My Tree」をリリース。[36]
- 4月15日 セカンドミニアルバム「Temperature of Love」をリリース。同日オンラインにて発売記念ショーケースを行った。[37]
- 6月13日 グローバルオンラインファンミーティング「2021 YOON JI SUNG ONLINE FAN MEETING 'MADE BY JISUNG for 밥알（BABAL）'」を開催。このファンミーティングは韓国国内をはじめ全世界向けに、1部を日本、2部をグローバルとして、ユン・ジソンが直接企画、演出を行った。[38]
- 11月 - 2022年1月　自身初のTVドラマ出演となった、SBSドラマ「君の夜になってあげる」でキム・ユチャン役を演じた。[39]
- 12月 - 2022年3月　ミュージカル「サムシング・ロッテン!」でウィリアム・シェイクスピア役を演じる。[40]

### 2022年
- 4月6日　LM ENTERTAINMENTとの専属契約を終了し、DG ENTERTAINMENTとの専属契約締結を発表。[41]

- 4月27日　3rdミニアルバム「薇路」（ミロ：미로）をリリース。[42]この作品で自身初の4曲の作詞作曲に参加した。タイトルの薇路は、バラの花道という意味を持つ造語で、元々はファンから公募したファンダム名候補の１つであった。別候補の「パバル」がファンダム名に決定したが、「薇路」をいつかアルバムタイトルに使いたいとファンに約束していた。[43]

- 5月14・15日　初の単独コンサート「2022 YOON JISUNG 1ST CONCERT ’薇路：prologue’」を韓国ソウルにて開催。[44]
- 9月11日　新しいYouTubeチャンネル「윤지성의 브룽브룽 YOON JISUNG VROON_VROON」を開設。それまで公式チャンネルでアップしていたVlogを独立させて、ユン･ジソン本人が直接制作し管理している。
- 12月5日　デジタルシングル「12月24日（December. 24）」をリリース。[45]
- 12月24日 ファンコンサート「2022 Yoon JiSung Fan Concert '12月24日:Lucid Dream'」を韓国ソウル、及びオンラインで開催。[46]

### 2023年
- 4月23日 ミート＆グリートイベント「2023 YOON JISUNG Global Day in Taipei」を台湾・台北国際会議センターTICCで開催。このイベントは公益活動の一環で行われた。[47]
- 12月25日　ファンミーティング「The Special Christmas : Prom Party」を韓国ソウルにて開催。[48]

### 2024年
- 3月25日　江原道原州市の広報大使に委嘱。[49]
- 6月26日　DG ENTERTAINMENTとの専属契約を終了。[50]
- 11月1日　BILLIONSと専属契約を締結。[51]
- 11月22日 - 2025年1月26日 ミュージカル「Happy Oh! Happy」でフランシスコ神父役を演じる。[52]

### 2025年
- 2月23日　ファンミーティング「2025 Yoon Ji Sung Fan Meeting:Letter from Yooniverse」を韓国ソウルにて開催。[53]
- 3月9日　ファンミーティング「2025 Yoon Ji Sung Fan Meeting in Taipei: Letter from Yooniverse」を台湾台北にて開催。
- 3月29日　ファンミーティング「2025 Yoon Ji Sung Fan Meeting in Tokyo: Letter from Yooniverse」を東京にて開催。[54]
- 5月20日　デジタルシングル「항해 (Voyage)」をリリース。

## 人物・エピソード
- 母、父、年子の妹がいる[10]。妹はライブコマースのショーホストであるユン・スルギ氏[55]。兄妹それぞれのVlogや、テレビ番組などでも数多く共演している[56]。
- 幼少期から、歌手や俳優ではなく「芸能人」になるのが夢で、小学生の時の希望の職業に芸能人と書いている[57]。
- 周囲から、情が熱く、人間味にあふれていると評され、時にはお節介と言われるほど人の面倒見が良いことから、Produce101シーズン2当時、オンマ(母）と呼ばれた。その人望から、番組中で練習生の選ぶ固定ピック1位となった　[58]。
- 子供の頃からFin.K.L.、イ・ヒョリの大ファンで彼女の動物愛護の活動や価値観に感化され、また自身の動物好きもあり動物愛護活動に積極的である[9]。
- ニンジン、ミントフレーバーが苦手[59][60]。特にニンジンに関しては、苦手なことを知るファンからニンジングッズをよくプレゼントされる。
- ユン・ジソン自身が食事をとても大切に考えており「地位や収入よりも大事なのは、ごはんをしっかり食べて健康でいることです」[61]と発言している。これは長い練習生期間に、食事を満足に摂れなかった経験から基づいている。Produce101出演時に、SNSにてその考えを知ったファンから「ご飯の道だけ歩けるように」と書き込みがあったのがきっかけで、自分が炊飯器になってご飯粒のみんなを守る、と答えたのがファンを밥알：パバル[5]と呼ぶ始まりとなった。ソロになってから公式ファンカフェにて改めてファンダム名を募集し、候補5つの中からV LIVEの放送にて、正式にパバルと発表した[43]。
- 2021年に愛犬ベロを迎え入れた。ベロは工事現場のコンテナ近くで生活をしていたところを保護施設に救助された保護犬で、ユン・ジソンは犬を迎え入れるために1年以上保護犬や犬について学んだ末にベロに出会った。ベロという名前は保護施設の臨時保護者が仮に付けた名前で、改名による犬へのストレスを考えて、そのままの名前にした。保護犬のため出生日が不明であったので、ベロの誕生日は自身と同じ3月8日に設定している。3枚目のミニアルバム“薇路”にはユン・ジソンが作詞作曲したベロについて歌ったナンバー“Todok Todok (With Bero)”があり、ベロも声の参加をしている。[62]

## ディスコグラフィー

### ミニアルバム
|                                                  | 発売日                                           | タイトル                                         | 形態                                             | 規格品番                                         | 収録曲 | Gaon チャート （週間）                           | 売上枚数                                         |
| Stone Music Entertainment / GENIE MUSIC レーベル | Stone Music Entertainment / GENIE MUSIC レーベル | Stone Music Entertainment / GENIE MUSIC レーベル | Stone Music Entertainment / GENIE MUSIC レーベル | Stone Music Entertainment / GENIE MUSIC レーベル | Stone Music Entertainment / GENIE MUSIC レーベル                                                                                       | Stone Music Entertainment / GENIE MUSIC レーベル | Stone Music Entertainment / GENIE MUSIC レーベル |
| ------------------------------------------------ | ------------------------------------------------ | ------------------------------------------------ | ------------------------------------------------ | ------------------------------------------------ | --- | ------------------------------------------------ | ------------------------------------------------ |
| 1st                                              | 2019年2月20日                                    | Aside                                            | 傍 Ver.（CD）                                    | CMDC11374BOU                                     | 1. CLOVER 2. In the Rain (Title) 3. また 笑っているだけ 4. 何で 僕じゃないのか 5. 風のような 君(Feat.チャンビン of Stray Kids) 6. 休符 | 2位                                              | 47,893枚                                         |
| 1st                                              | 2019年2月20日                                    | Aside                                            | 白 Ver.（CD）                                    | CMDC11374HAKU                                    | 1. CLOVER 2. In the Rain (Title) 3. また 笑っているだけ 4. 何で 僕じゃないのか 5. 風のような 君(Feat.チャンビン of Stray Kids) 6. 休符 | 2位                                              | 47,893枚                                         |
| SP                                               | 2019年4月25日                                    | Dear diary                                       | CD                                               | CMDC11403                                        | 1. 横にも目が付いている 2. 君のページ (Title) 3. 僕の一日 4. 見送り 5. 奇跡                                                            | 4位                                              | 21,031枚                                         |
| SP                                               | 2019年4月25日                                    | Dear diary                                       | Kihno Kit                                        | CMDE11407                                        | 1. 横にも目が付いている 2. 君のページ (Title) 3. 僕の一日 4. 見送り 5. 奇跡                                                            | 22位                                             | 2,397枚                                          |
| 2nd                                              | 2021年4月15日                                    | Temperature of Love                              | 21°F Ver.（CD）                                  | CMDC11628F                                       | 1. 夜にかこつけて 2. LOVE SONG (Title) 3. 悩み相談 4. SUNDAY MOON 5. よくなることを願っています                                        |                                                  |                                                  |
| 2nd                                              | 2021年4月15日                                    | Temperature of Love                              | 38℃Ver.（CD）                                    | CMDC11628C                                       | 1. 夜にかこつけて 2. LOVE SONG (Title) 3. 悩み相談 4. SUNDAY MOON 5. よくなることを願っています                                        |                                                  |                                                  |
| 3rd                                              | 2022年4月27日                                    | 薇路                                             | 薇 Ver.（CD）                                    | CMDC11730-mi                                     | 1. Todok Todok (With Bero) 2. BLOOM (Title) 3. SUMMER DRIVE(Feat.Jonghyun) 4. Walk (Florescence) 5. SLEEP                              |                                                  |                                                  |
| 3rd                                              | 2022年4月27日                                    | 薇路                                             | 路Ver.（CD）                                     | CMDC11730-lu                                     | 1. Todok Todok (With Bero) 2. BLOOM (Title) 3. SUMMER DRIVE(Feat.Jonghyun) 4. Walk (Florescence) 5. SLEEP                              |                                                  |                                                  |

### 配信

#### デジタルシングル
|     | 発売日        | タイトル                |
| --- | ------------- | ----------------------- |
| 1st | 2019年5月19日 | 동,화 (冬,花)           |
| 2nd | 2022年12月5日 | 12月24日 (December. 24) |
| 3rd | 2025年5月20日 | 항해 (Voyage)           |

#### 企画シングル
- SUMMER ISLAND　(2023年7月13日) - YAOKI Project

#### OST
- My Tree　(2021年3月9日) - Kakao TVドラマ『まだNot30』OST Part2

## ミュージックビデオ
| 年     | アルバム            | 曲                      | Links |
| ------ | ------------------- | ----------------------- | --- |
| 2019年 | Aside               | In The Rain             | 「‘In the Rain’ M/V」 「‘In the Rain’ Live Clip」 「‘In the Rain’ Recording Making Film」                                                                             |
| 2019年 | Aside               | 何で 僕じゃないのか     | 「‘왜 내가 아닌지’ Live Clip」 |
| 2019年 | Dear Diary          | 君のページ              | 「‘너의 페이지(I’ll be there)’ M/V」 「페이지 (I'll be there)’ Live Clip」 「‘너의 페이지 (I'll be there)’1인칭 라이브」 「‘너의 페이지 (I'll be there)’ 사각라이브」 |
| 2019年 | Dear Diary          | 横にも目が付いている    | 「‘옆에도 눈이 달렸어(Side, Eye, Moon)’ Live Clip」 |
| 2019年 | シングル            | 동,화 (冬,花)           | 「(冬,花)(Winter Flower) ' Recording Making Film」 |
| 2021年 | Temperature of Love | LOVE SONG               | 「‘LOVE SONG’ M/V」 「‘LOVE SONG’ Acoustic Ver. Live Clip 」 |
| 2021年 | Temperature of Love | 悩み相談                | 「‘고민상담’ with 베로 Live Clip」 |
| 2022年 | 薇路                | BLOOM                   | 「‘BLOOM’ M/V」 「‘BLOOM’ Live Clip 」 |
| 2022年 | 薇路                | Todok Todok (With Bero) | 「‘토독토독 With 베로’ Live (For 밥알) 」 |
| 2022年 | 薇路                | Florescence             | 「'걷는다 (Florescence)' Live Clip 」 |
| 2022年 | シングル            | 12月24日 (December. 24) | 「‘12월 24일(December. 24)’ Live Clip」 |
| 2023年 | 企画シングル        | SUMMER ISLAND           | 「‘SUMMER ISLAND’ M/V」 |
| 2025年 | シングル            | 항해 (Voyage)           | 「‘항해 (Voyage)’ M/V」 |

## 公演

### ショーケース
- 1stソロアルバム「Aside」発売記念ショーケース　(2019年2月20日、ソウル・ブルースクエア アイマーケットホール　）[71]
- 2ndミニアルバム「Temperature of Love」発売記念ショーケース　(2021年4月15日、オンライン開催）[72]

### ファンミーティング・コンサート
| 日程   | 日程                | 公演名                                                                 | 会場           | 会場           | 会場                                     | 備考                   |
| 年     | 月日                | 公演名                                                                 | 国             | 都市           | 会場名                                   | 備考                   |
| ------ | ------------------- | ---------------------------------------------------------------------- | -------------- | -------------- | ---------------------------------------- | ---------------------- |
| 2019年 | 2月23日(土)24日(日) | 2019 ユン・ジソン 1st Fan meeting tour Aside                           | 韓国           | ソウル         | ブルースクエア アイマーケットホール      |                        |
| 2019年 | 3月2日(土)          | 2019 ユン・ジソン 1st Fan meeting tour Aside                           | 中国           | マカオ         | マカオギャラクシーブロードウェイシアター |                        |
| 2019年 | 3月9日(土)          | 2019 ユン・ジソン 1st Fan meeting tour Aside                           | 台湾           | 台北           | NTUスポーツセンター                      |                        |
| 2019年 | 3月19日(火)         | 2019 ユン・ジソン 1st Fan meeting tour Aside                           | 日本           | 東京           | 府中の森芸術劇場                         | 14:00 / 19:00 2回公演  |
| 2019年 | 3月21日(木)         | 2019 ユン・ジソン 1st Fan meeting tour Aside                           | 日本           | 大阪           | Zepp Namba                               | 13:00 / 18:00 2回公演  |
| 2019年 | 3月23日(土)         | 2019 ユン・ジソン 1st Fan meeting tour Aside                           | タイ           | バンコク       | BCCホール セントラルプラザラップラオ     |                        |
| 2019年 | 4月29日(月)         | ユン・ジソン Special live show「Dear Diary」                           | 日本           | 千葉           | 市川市文化会館                           | 13:00 / 18:00 2回公演  |
| 2019年 | 5月1日(水)          | ユン・ジソン Special live show「Dear Diary」                           | 日本           | 大阪           | Zepp Namba                               | 13:00 / 18:00 2回公演  |
| 2019年 | 5月4日(土)5日(日)   | ユン・ジソン Special live show「Dear Diary」                           | 韓国           | ソウル         | 慶熙大学校 平和の殿堂                    |                        |
| 2020年 | 12月25日(金)        | 2020 YOONJISUNG ONLINE FANMEETING 「冬、花（Christmas story)」         | オンライン開催 | オンライン開催 | オンライン開催                           |                        |
| 2021年 | 6月13日(日)         | 2021 YOON JI SUNG ONLINE FAN MEETING 'MADE BY JISUNG for 밥알（BABAL） | オンライン開催 | オンライン開催 | オンライン開催                           | 1部 日本 / 13:00       |
| 2021年 | 6月13日(日)         | 2021 YOON JI SUNG ONLINE FAN MEETING 'MADE BY JISUNG for 밥알（BABAL） | オンライン開催 | オンライン開催 | オンライン開催                           | 2部 グローバル / 18:00 |
| 2022年 | 5月14日(土)15日(日) | 2022 YOON JISUNG 1ST CONCERT ’薇路：prologue’                          | 韓国           | ソウル         | COEXアーティウム                         |                        |
| 2022年 | 12月24日(土)        | 2022 Yoon JiSung Fan Concert '12月24日:Lucid Dream'                    | 韓国           | ソウル         | 漢城大学洛山館大講堂                     | 15:00/19:00 2回公演    |
| 2023年 | 12月25日(月)        | 2023 Yoon JiSung Fan Meeting 'The Special Christmas : Prom Party'      | 韓国           | ソウル         | クルムアレ小劇場                         | 15:00/19:00 2回公演    |
| 2025年 | 2月23日（日）       | 2025 Yoon Ji Sung Fan Meeting in Seoul : Letter from Yooniverse        | 韓国           | ソウル         | クルムアレ小劇場                         | 14:00/18:00 2回公演    |
| 2025年 | 3月9日（日）        | 2025 Yoon Ji Sung Fan Meeting in Taipei: Letter from Yooniverse        | 台湾           | 台北           | Nuzone 2F                                | 14:00/18:00 2回公演    |
| 2025年 | 3月29日（土）       | 2025 Yoon Ji Sung Fan Meeting in Tokyo: Letter from Yooniverse         | 日本           | 東京           | 新宿村LIVE HOUSE                         | 14:00/18:00 2回公演    |

### その他
| 年     | 開催日       | 公演名                       | 会場           | 会場           | 会場                      |
| 年     | 開催日       | 公演名                       | 国             | 都市           | 会場名                    |
| ------ | ------------ | ---------------------------- | -------------- | -------------- | ------------------------- |
| 2021年 | 7月3日(土)   | HIDDEN TRACK SPECIAL CONCERT | オンライン開催 | オンライン開催 | オンライン開催            |
| 2022年 | 10月27日(木) | 2022 CANADA KPOPCONCERT      | カナダ         | バンクーバー   | VOGUE THEATRE             |
| 2022年 | 10月30日(日) | 2022 CANADA KPOPCONCERT      | カナダ         | トロント       | OPERA HOUSE               |
| 2022年 | 11月12日(土) | 第1回PPOミュージックフェスタ | 韓国           | 京畿道平沢市   | 平沢PPOショッピングモール |

## 出演

### 舞台
- ミュージカル「あの日々」  カン・ムヨン役（ 2019年2月22日 - 5月6日、ソウル　ブルースクエア ）[注 6]
- ミュージカル「帰還：あの日の約束」  チュ・ウジュ役 ( 2019年10月22日 - 12月1日、ソウル　オリンピック公園ウリ金融アートホール ）[77][注 7]

　全国ツアー

光洲　2019年12月12日 - 12月14日、光洲文化芸術会館

城南　2019年12月20日 - 12月22日、城南アートセンターオペラハウス

大田　2019年12月27日 - 12月29日、大田文化芸術の殿堂アートホール

大邱　2020年1月3日 - 1月5日、大邱ケミョンアートセンター

釜山　2020年1月10日 - 1月12日、ソヒャンシアター 新韓カードホール

水原　2020年1月17日 - 1月19日、京畿道文化の殿堂大劇場

木浦　2020年1月31日 - 2月2日、木浦市民文化体育センター大劇場

- ミュージカル「帰還：あの日の約束」 キム・スンホ役 ( 2020年9月24日 - 9月26日、オンラインライブ配信 ）[注 9]
- ミュージカル「サムシング・ロッテン！」ウィリアム・シェイクスピア役 (2021年12月23日 - 2022年4月10日 、ユニバーサルアートセンター )[注 10]
- ミュージカル「Happy Oh! Happy」フランシスコ役（2024年11月22日 - 2025年1月26日、The Good Theater )

### テレビ
- ナッスル～韓国映画ほろ酔いトーク～ (2022年12月より配信。全6回 、スターチャンネルEX）MC [82]
- let me Know Kpop！シーズン1 ＃19男性アーティスト特集（2023年9月より配信、Lemino)[83]
- K★MATE 第1回ユン・ジソン編（2023年12月より配信、SPOOX）[84]

#### ドラマ
- 君の夜になってあげる　(2021年11月7日‐2022年1月24日、SBS)‐キム・ユチャン役

### ラジオ
- JJANG!KOREA（2019年4月13日放送   FMNACK5) [85]

### CM・広告
- LEADERSコスメティック「FIRST SHOTアクティブエッセンス」(2021年)[86]

## 書籍

### フォトエッセイ
- Wanna One　PHOTO ESSAY -JAPAN EDITION-「僕らの思い出、忘れないように」(2018年8月11日 CJ E&M/BOOK21 PUBLISHING GROUP) 規格品版：BRZE824  ※日本語版
- Wanna One Photo Essay season2 "ありがとう、私たちの共にした全ての瞬間" (2019年1月6日 Stone Music Entertainment) 規格品版：4997184100441　※韓国版

### 雑誌
日本
- haru＊hana vol.061（2019年6月25日　東京ニュース通信社）[87]ISBN-13: 978-4863369368 ※グラビア

韓国
- ELLE KOREA 2月号（2019年1月16日 Hearst-Joongang Co., Ltd.）
- ＠STAR1 3月号 (2019年2月22日 スタイルドア)※表紙
- ScenePLAYBILL 3月号 (2019年3月1日 sceneclub media)　※表紙
- 週刊東亜 No.1182:2019.04.04 (2019年3月29日 東亜日報社)※表紙
- Singles 5月号 (2019年4月23日 The book company)※グラビア
- THE STAR 5月号 (2019年4月29日 THE STAR ASIA INC.)※表紙
- Oh Boy! 97号6･7月号（2019年6月14日 gooddog publishing)※表紙
- allure 4月号 (2021年3月20日 DOOSAN MAGAZINE)
- Dazed＆Confused Korea 13th Anniversary EDITION (2021年4月14日 レックストリム)
- ＠STAR1 5月号 (2021年4月22日 スタイルドア）※裏表紙
- marie claire 10月号（2021年9月27日 MCKパブリッシング）
- Singles 12月号 (2021年11月23日 The book company)
- The Musical 2月号 (2022年1月28日 Yes24)
- Pawinhand 11号 (2022年4月1日 ポインハンド)